# 图尼耶尔
图尼耶尔（法語：Tournières，法語發音：[tuʁnjɛʁ] ⓘ）是法国卡尔瓦多斯省的一个市镇，属于巴约区。

## 地理
图尼耶尔（49°14'0"N, 0°55'48"W）面积3.41 平方千米，位于法国诺曼底大区卡爾瓦多斯省，该省份为法国西北部沿海省份，北濒大西洋英吉利海峡，东北与滨海塞纳省以海上边界相接，东临厄尔省，南至奧恩省，西与芒什省接壤。
与图尼耶尔接壤的市镇（或旧市镇、城区）包括：勒莫莱-利特里、埃勒河畔圣玛格丽特、圣马丹德布拉尼、瑟里西拉福雷。
图尼耶尔的时区为UTC+01:00、UTC+02:00（夏令时）。

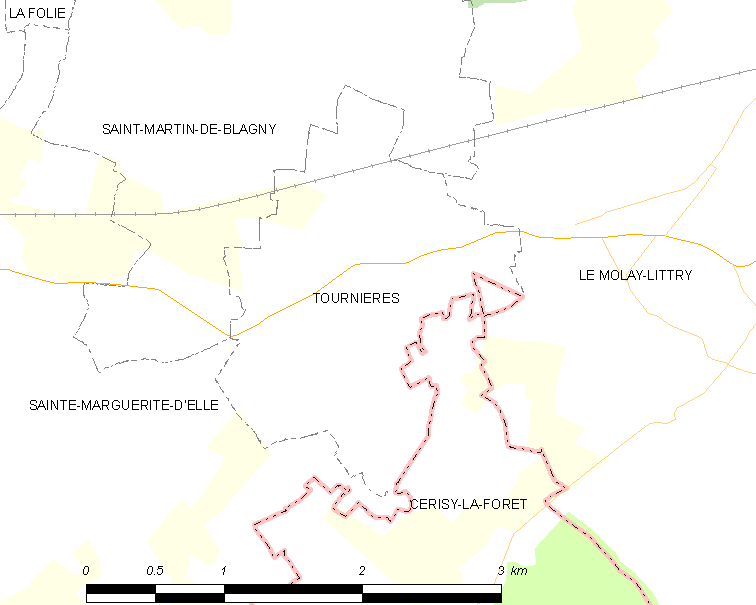
图尼耶尔的OSM定位图

## 行政
图尼耶尔的邮政编码为14330，INSEE市镇编码为14705。

## 政治
图尼耶尔所属的省级选区为特雷维耶尔县。

## 人口

1962-2008年间图尼耶尔人口变化图示

图尼耶尔于2022年1月1日时的人口数量为147人。